# Anfield
Anfield este un stadion de fotbal din districtul Anfield, Liverpool. Anglia. 
Notat cu 5 stele de UEFA, el este sediul clubului de fotbal Liverpool FC. Are o capacitate de 61.276 de locuri, fiind cel de-al cincilea cel mai mare stadion din Anglia. Este locul unde își desfășoară meciurile pe teren propriu Liverpool FC din 1892. În perioada 1884-1891 a fost stadionul pentru meciurile de acasă al echipei Everton FC, înainte ca aceasta să se mute pe Goodison Park după o dispută cu patronul stadionului.
Stadionul are patru tribune: Spion Kop, Main Stand, Sir Kenny Dalglish Stand și Anfield Road. Recordul de asistență de 61.905 a fost stabilit în 1952 la un meci între Liverpool și Wolverhampton Wanderers. Stadionul a fost modificat într-un stadion cu toate tribunele acoperite în 1994 ca urmare a Raportului Taylor, lucru care a redus mult din capacitate. 
Două din porțile stadionului sunt numite după doi foști manageri ai lui Liverpool: Bill Shankly și Bob Paisley. O statuie a lui Shankly este plasată în afara stadionului. Stadionul se află la trei kilometri distanță față de gara Liverpool Lime Street. În anul 2002 s-a propus înlocuirea acestuia cu un stadion nou situat lângă Parcul Stanley, dar după cumpărarea clubului de către Fenway Sports Group în 2010 s-a spus clar că acest lucru nu se va întâmpla. 
Construcția pentru extinderea Main Stand a început la 8 decembrie 2014. Extinderea a dus la mărirea capacității stadionului la 54.074, fiind unul dintre cele mai mari stadioane de fotbal din Europa având locuri numai pe scaune. Există planuri pentru extinderea Anfield Road Stand care ar duce la mărirea capacității la 59.000.

## Istorie
Inaugurat în 1884, Anfield a fost inițial deținut de John Orrell, un mic proprietar de teren care era prieten cu John Houlding membru al Everton FC. Everton, care jucase anterior pe Priory Road, avea nevoie de un nou loc din cauza zgomotului produs de suporteri în zilele de meci. Orrell a împrumutat clubului terenul în schimbul unei chirii mici. Primul meci pe acest teren a fost între Everton și Earlestown la 28 septembrie 1884, meci în care Everton a câștigat cu 5-0. În timpul deținerii terenului de către Everton, au fost ridicate tribune pentru unii dintre cei 8.000 de spectatori care participau în mod regulat la meciuri, deși stadionul putea găzdui aproximativ 20.000 de spectatori lucru care s-a întâmplat ocazional. Terenul era la standarde internaționale la momentul respectiv, fiind gazda unui meci dintre Anglia și Irlanda în 1889. Primul meci din ligă pe Anfield a fost jucat la 8 septembrie 1888 între Everton și Accrington FC. Everton și-a îmbunătățit rapid jocul, și a devenit prima echipă de pe Anfield care a câștigat un campionat în sezonul 1890-1891.

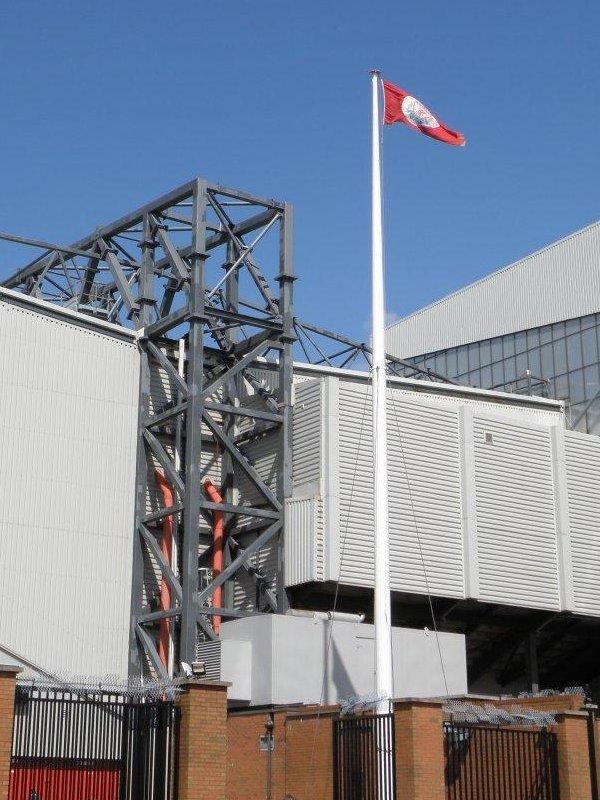
Arborele gabier salvat de pe

În 1892, negocierile pentru a achiziționa terenul de la Anfield de la Orrell au escaladat într-o dispută între Houlding și comitetul lui Everton FC despre modul în care era condus clubul. Evenimentele au culminat cu mutarea lui Everton pe Goodison Park. Houlding a rămas cu un stadion gol și a decis să formeze un nou club. Noua echipă a fost numită Liverpool F.C. and Athletic Grounds Ltd și primul meci al clubului pe Anfield a fost un amical jucat în fața a 200 de persoane, la 1 septembrie 1892 împotriva echipei Rotherham Town. Liverpool a câștigat 7-1.
Primul meci de campionat pentru Liverpool pe Anfield s-a jucat la 9 septembrie 1893 împotriva lui Lincoln City. Liverpool a câștigat cu 4-0 în fața a 5.000 de spectatori. O nouă tribună care putea adăposti 3.000 de spectatori a fost construită în anul 1895 pe locul actualului Main Stand. Proiectată de arhitectul Archibald Leitch, tribuna avea un fronton roșu și alb distinctiv și era similară cu tribuna principală de pe St James' Park, stadionul lui Newcastle United. O altă tribună a fost construită la capătul dinspre Anfield Road în 1903, din lemn și fier ondulat. După ce Liverpool a câștigat al doilea campionat în 1906, s-a construit o nouă tribună de-a lungul Walton Breck Road. Jurnalistul local Ernest Edwards, care era redactor de sport al ziarelor Liverpool Daily Post și Echo, a botezat tribuna Spion Kop; a fost numită după un deal celebru în Africa de Sud, unde un regiment local a suferit pierderi grele în timpul Războiului Burilor din 1900. Mai mult de 300 de oameni au murit, mulți dintre ei din Liverpool, atunci când armata britanică a încercat să cucerească un deal strategic. În jurul aceleiași perioade a fost construită o tribună de-a lungul Kemlyn Road.
Stadionul a rămas cam la fel până în 1928, când Kop a fost reproiectat și extins să primească 30.000 de spectatori, toți în picioare. A fost ridicat și un acoperiș. Multe dintre stadioanele din Anglia au avut tribune denumite după Spion Kop. Cel de pe Anfield a fost cel mai mare Kop din țară la momentul respectiv, a fost în măsură să includă mai mulți susținători decât unele stadioane întregi. În același an, arborele gabier de pe SS Great Eastern, una dintre primele nave de fier, a fost salvat de pe nava aflată în curs de dezmembrare pe un șantier în apropiere de Rock Ferry, și a fost tras pe Everton Valley de către o echipă de cai, pentru a fi ridicat alături de noul Kop. Arborele gabier se află încă acolo, servind drept catarg pentru steag.

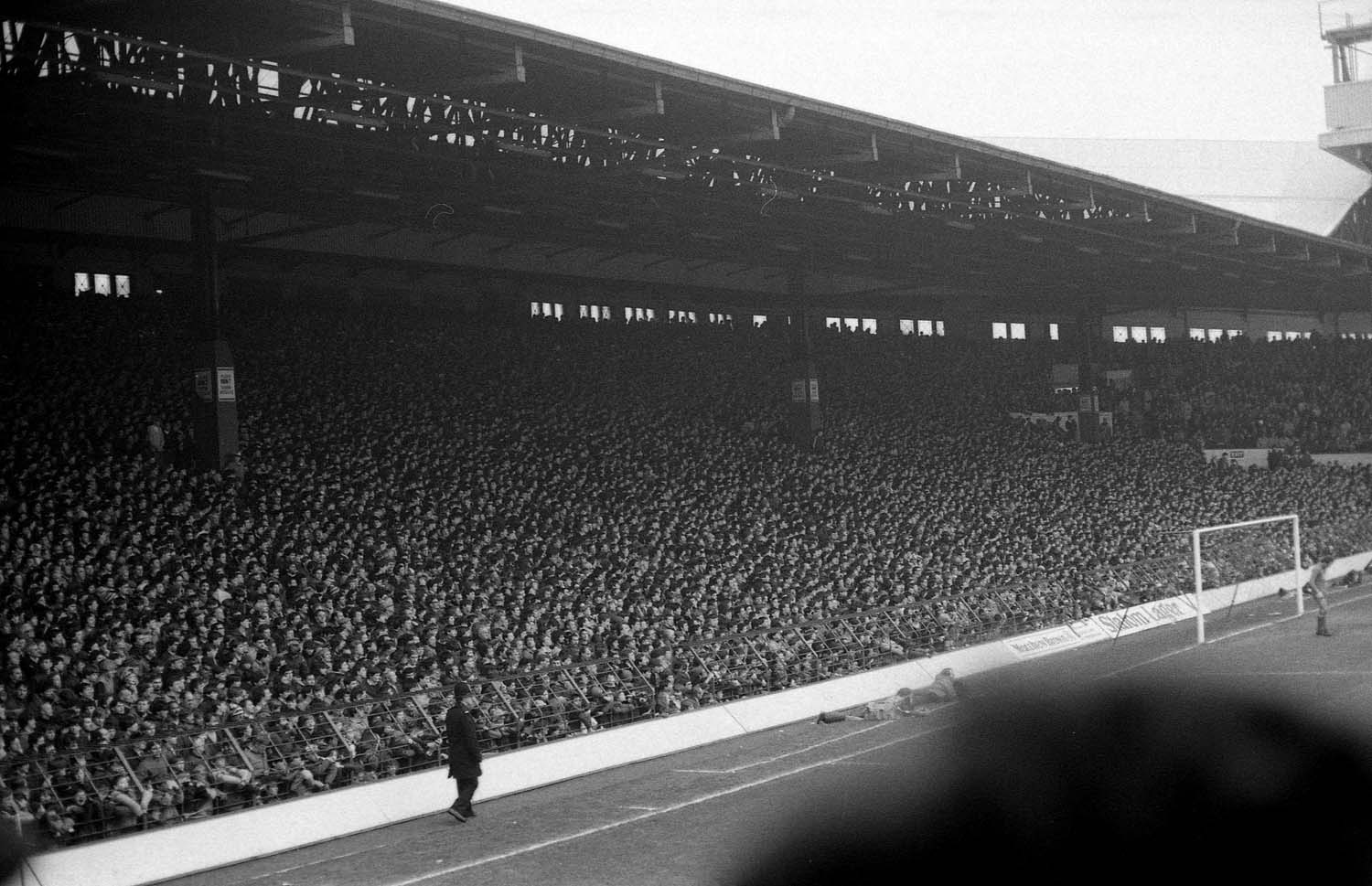
Kop în 1983, înainte de Raportul Taylor care recomanda ca tribunele fără locuri pe scaune să fie interzise ca urmare a tragediei de la Hillsborough în 1989.

Instalația de nocturnă a fost ridicată în 1957, la un cost de 12.000 de lire sterline. La 30 octombrie, au fost aprinse pentru prima dată pentru un meci cu Everton pentru a aniversa 75 de ani de la înființarea Asociației de Fotbal din Liverpool County. În 1963, vechea tribună Kemlyn Road a fost înlocuită cu o tribună în consolă, construită la un cost de 350.000 de lire sterline, tribună în care puteau încăpea 6.700 de spectatori. Doi ani mai târziu, au fost realizate niște modificări la partea dinspre Anfield Road, transformând-o într-o zonă mare acoperită în picioare. Cea mai mare dezvoltare a survenit în 1973, când vechiul Main Stand a fost demolat, și a fost construit unul nou. În același timp, stâlpii reflectoarelor au fost dați jos și instalate lumini noi de-a lungul părții de sus a tribunei dinspre Kemlyn Road și a Main Stand. Noua tribună a fost inaugurată oficial de Ducele de Kent la 10 martie 1973. În 1980 pe o parte din Main Stand s-au instalat scaune, iar în 1982 au fost instalate scaune și pe tribuna Anfield Road. Porțile Shankly au fost montate în 1982, ca un tribut pentru fostul manager Bill Shankly; văduva lui, Nessie, le-a deschis pentru prima dată la 26 august 1982.  Deasupra porților Shankly sunt scrise cuvintele You'll Never Walk Alone, titlul unui cântec al trupei Gerry and the Pacemakers, cântec adoptat de fanii lui Liverpool ca imn al clubului când manager era Shankly.
Scaune colorate și o cameră a poliției s-au adăugat la tribuna Kemlyn Road în 1987. După tragedia de pe Hillsborough din 1989, unde 	
supraaglomerarea a dus la moartea a 97 de fani ai echipei Liverpool, raportul Taylor a recomandat ca toate stadioanele din țară ar trebui să aibă doar locuri pe scaune până în mai 1994. Un al doilea nivel a fost adăugat la tribuna Kemlyn Road în 1992, transformând-o într-o tribună cu două etaje. Acesta a inclus loje și sală de conferințe, precum și 11.000 de scaune. Planurile de extindere a tribunei au fost făcute mai devreme, clubul cumpărând case pe Kemlyn Road în anii 1970 și 1980, dar a fost nevoie să se aștepte până în 1990, deoarece două surori, Joan și Nora Mason, au refuzat să-și vândă casa. Când clubul a ajuns la un acord cu cele două surori în 1990, planurile de extindere au fost reactivate. Tribuna - redenumită Centenary Stand - a fost oficial deschisă la 1 septembrie 1992 de către președintele UEFA, Lennart Johansson. În 1993, fanii lui Liverpool au ținut două minute de reculegere în memoria lui James Bulger (un băiat de doi ani torturat și asasinat de doi băieți de 10 ani) înaintea unui meci împotriva lui Ipswich. Tribuna Kop a fost reconstruită în 1994, după recomandările Raportului Taylor și a devenit tribună cu locuri numai pe scaune; este încă o tribună cu un singur nivel, iar capacitatea a fost redusă în mod semnificativ la 12.390.

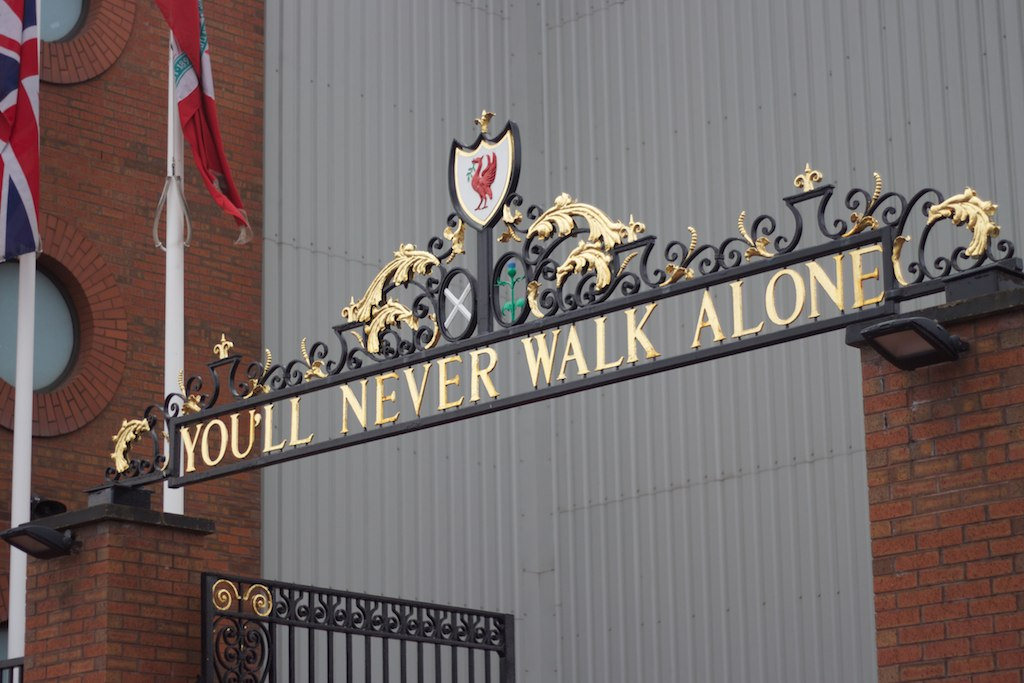
Shankly Gates au fost montate în 1982

La data de 4 decembrie 1997, a fost dezvelită o statuie de bronz a lui Bill Shankly la centrul de vizitatori în fața tribunei Kop. Având o înălțime de peste 2,4 m, statuia îl înfățișează pe Shankly cu eșarfă de suporter în jurul gâtului, într-o postură familiară pe care o adopta când primea aplauze din partea fanilor. Pe statuie sunt înscrise cuvintele "Bill Shankly - I-a făcut pe oameni fericiți".  Monumentul Hillsborough este situat lângă Shankly Gates și este întotdeauna decorat cu flori ca un tribut adus celor 97 de persoane care au murit în 1989, în urma tragediei. În centrul monumentului este o flacără eternă, ceea ce înseamnă că cei care au murit nu vor fi uitați. În 2014, monumentul a fost eliminat temporar în timpul extinderii tribunei Main Stand.
În anul 1998 a fost deschisă noua tribună pe două niveluri Anfield Road. Tribuna a avut o serie de probleme, de la reamenajarea sa; la începutul sezonului 1999-2000, o serie de stâlpi de sprijin și montanți au trebuit să fie aduși pentru a da un plus de stabilitate la nivelul de sus al tribunei. În timpul meciului împotriva lui Celtic, meci în onoarea lui Ronnie Moran, mulți fani s-au plâns de mișcare a nivelului superior. În aceeași perioadă în care au fost inserați montanții, lojele au fost extinse cu două rânduri în tribuna principală, scăzând astfel numărul de locuri.

## Structură și facilități

Harta Anfield; Centenary Stand (sus), Kop (dreapta), Main Stand (jos) și Anfield Road (stânga)

Anfield cuprinde 61.276 de locuri împărțite în patru tribune: Anfield Road, Sir Kenny Dalglish Stand, Kop și Main Stand. Tribunele Anfield Road și Sir Kenny Dalglish Stand sunt cu două nivele, Kop este pe un singur nivel și Main Stand pe trei nivele. Intrarea pe stadion este realizată prin identificarea prin carduri cu chip RFID, în loc să se facă prin sistemul tradițional acționat manual cu turnicheți. Acest sistem, utilizat în toate cele 80 de zone cu turnicheți din jurul Anfield, a fost introdus în 2005.
Au existat planuri de a înlocui Anfield cu un nou stadion de 60.000 de locuri în apropierea Stanley Park în 2002. Planurile au fost revizuite după ce clubul de fotbal a fost preluat de Tom Hicks și George Gillett. În urma achiziției FC Liverpool de către Fenway Sports Group în 2010, proprietarii au abandonat noul stadion propus în Stanley Park, preferând în schimb să extindă și să reamenajeze Anfield.

### Tribunele
The Kop este o tribună mare cu un singur nivel.	
Inițial, tribuna era terasată putând găzdui mai mult de 30.000 de spectatori. Forma actuală a fost construită în 1994-1995 și este tot pe un singur nivel fără loje. Tribuna găzduiește muzeul clubului, centrul Reducate și magazinul oficial al clubului. Kop este cea mai renumită tribună de pe Anfield, persoanele care ocupă tribuna fiind poreclite kopites. Reputația acestei tribune este atât de mare încât se spune că suporterii din Kop ar putea să atragă mingea în poartă. În mod tradițional, aici se adună suporterii cei mai vocali ai lui Liverpool.

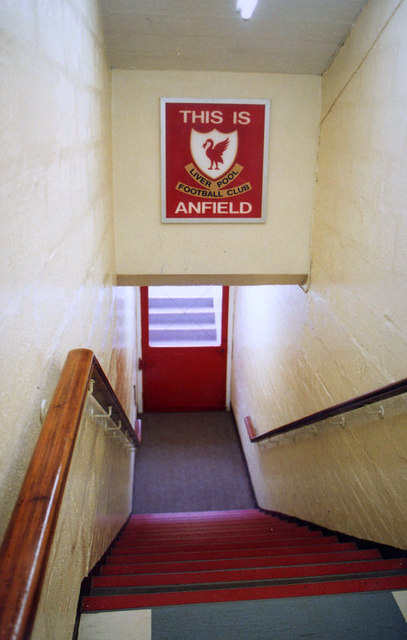
Tunelul vechi spre terenul de pe Anfield. Semnul a fost instalat de fostul manager Bill Shankly pentru a induce frica în echipele adverse.

Cea mai veche tribună de pe Anfield este Main Stand, fiind nevoie de 76 de ani pentru a finaliza construcția acesteia. Tribuna a fost finalizată în 2016, dar structura secțiunii inferioare este cea din 1906. Pe palierul de jos al tribunei se află loja directorilor, fiind situată în partea din spate a acestuia. Vechiul acoperiș mare era susținut de doi montanți centrali subțiri, având fixată și o cameră de televiziune suspendată, care a fost mutată în partea din față a celui de al treilea nivel. Tunelul jucătorilor și zona tehnică în care stau managerii și jucătorii de rezervă stau în timpul meciului sunt în mijlocul tribunei la nivelul terenului. Pe culoarul care duce spre teren de la vestiare atârnă un semn pe care scrie THIS IS ANFIELD ("ACESTA ESTE ANFIELD"). Scopul acestuia este acela atât de a intimida echipa adversă cât și de a aduce noroc jucătorilor lui Liverpool care-l ating. În consecință, jucătorii și antrenorii echipei îl ating cu o mână sau cu ambele atunci când trec pe sub el.
Sir Kenny Dalglish Stand este o tribună cu două nivele. La început această tribună a avut un singur nivel și se numea Kemlyn Road Stand. În 1992 s-a adăugat al doilea nivel, ceea ce a coincis centenarul clubului, de unde și modificarea de nume. Aceasta este situată vizavi de Main Stand și include lojele directorilor situate între cele două niveluri. Tribuna găzduiește și secția de poliție a stadionului. În 2017, Liverpool a anunțat că tribuna își va schimba numele din Centenary Stand în Sir Kenny Dalglish Stand în onoarea fostului jucător și antrenor al clubului, Kenny Dalglish.
Tribuna Anfield Road, situată în partea stângă a Main Stand, este locul unde stau suporteri echipelor oaspete în timpul meciurilor. Anfield Road a fost reconstruit în 1965, iar locurile multi-colorate au fost adăugate în 1982. Inițial era o tribună cu un singur nivel, dar la modernizarea finalizată în 1998, s-a adăugat un alt nivel lucru care a dus la apariția de locuri suplimentare.
Există 59 de locuri disponibile pentru a permite prezența utilizatorilor de scaune cu rotile care au abonamente; alte 33 de locuri sunt disponibile la vânzarea generală a biletelor și 8 sunt alocate suporterilor vizitatori. Aceste locuri sunt situate în Main Stand, Anfield Road și The Kop. Există 38 de locuri disponibile pentru persoanele cu deficiențe de vedere, care sunt situate în zona veche a Main Stand, cu spațiu pentru un singur asistent personal pentru fiecare. Pentru aceste locuri este oferit un set de căști la care se poate asculta comentariul meciului.
Pe stadion se aduce tribut pentru doi dintre cei mai de succes manageri ai clubului. Paisley Gateway este un tribut adus lui Bob Paisley, care a condus-o pe Liverpool la câștigarea a trei Cupe ale Campionilor și șase titluri naționale în anii 1970 și 1980. Porțile au fost montate la tribuna Kop; designul lor include reprezentări ale celor trei cupe europene câștigate în timpul mandatului său, stema localității unde s-a născut, în Hetton-le-Hole și stema lui Liverpool FC. Shankly Gates, tribut adus lui Bill Shankly, predecesorul lui Paisley între 1959 și 1974, se află la tribuna Anfield Road. Design-ul include un steag scoțian, un ciulin scoțian, insigna Liverpool și cuvintele "You'll Never Walk Alone".
Stadionl Anfield este un stadion de categoria 4 în sistemul UEFA.

## Alte utilizări
Anfield a găzduit numeroase meciuri internaționale și a fost unul dintre stadioanele utilizate în timpul Euro 1996; stadionul a găzduit trei jocuri din grupe și un sfert de finală. Primul meci internațional găzduit de Anfield a fost între Anglia și Irlanda, în 1889. Anglia a câștigat meciul cu 6-1. Anfield a fost, de asemenea, locul unde echipa de fotbal a Angliei a jucat meciurile de pe teren propriu la începutul anilor 1900 și pentru echipa națională a Țării Galilor, în ultima parte a secolului al XX-lea. Anfield has also played host to five FA Cup semi-finals, the last of which was in 1929. Anfield a găzduit cinci semifinale ale FA Cup, ultima fiind în 1929. Cel mai recent meci internațional găzduit de Anfield a fost meciul în care echipa Angliei a câștigat cu 2-1 meciul împotriva Uruguayului, la data de 1 martie 2006. Anglia a jucat pe Anfield împotriva lui Liverpool două meciuri în onoarea unor jucători. Primul a fost în 1983 când s-a jucat meciul în onoarea lui Phil Thompson. Apoi, în 1988 când Anglia a jucat în onoarea lui Alan Hansen.
Rivala lui FC Liverpool, Manchester United FC a jucat pe Anfield primul joc de pe teren propriu în sezonul 1971-1972, întrucât stadionul său era închis pentru două meciuri pe Old Trafford, după ce huliganii echipei United au aruncat cuțite în tribuna unde se aflau suporterii echipei adverse la finalul sezonului anterior când United a învins pe Arsenal FC cu 3-1.
Anfield a fost locul de desfășurare pentru multe alte evenimente. Pe la mijlocul anilor 1920, pe Anfield a fost linia de sosire pentru maratonul organizat în oraș. Liverpool avea o cursă anuală care pornea de la platoul St. George din centrul orașului și se termina cu un tur pe Anfield. Meciuri de box au avut loc în mod regulat pe Anfield în perioada interbelică, inclusiv un număr de campionate de box britanic; la 12 iunie 1934 Nel Tarleton l-a învins pe Freddie Miller pentru titlul mondial categoria pană. Tenis profesionist s-a jucat pe Anfield pe plăci instalate pe teren. Campionul US Open, Bill Tilden, și campionul de la Wimbledon, Fred Perry au jucat într-un meci demonstrativ. În 1958 a avut loc un meci demonstrativ de baschet al celor de la Harlem Globetrotters.
Stadionul a găzduit cinci meciuri de rugby. Primul a fost în 1989 Charity Shield jucat între Widnes Vikings și Wigan Warriors. Un alt meci a fost World Club Challenge din 1991 între Wigan, câștigătorii campionatului național de rugby și Penrith Panthers, câștigătorii campionatului australian de rugby la care au fost prezente 20.152 de persoane. În anul 1997, St Helens a folosit terenul pentru jocul lor de acasă în Super League II împotriva celor de la Castleford Tigers; au fost prezente 12.329 persoane. Stadionul a găzduit finala Rugby League Four Nations din 2016.
În afară de evenimentele sportive, Anfield a fost locul de desfășurare pentru muzicieni de diferite genuri, precum și pentru predicatori evanghelici. Într-o săptămână din iulie 1984, evanghelistul american Billy Graham a predicat pe Anfield, atrăgând mulțimi de peste 30.000 în fiecare seară.] Anfield a fost inclus în programele capitalei europeane a culturii: 36.000 de persoane au participat la un concert la 1 iunie 2008, la care au cântat The Zutons, Kaiser Chiefs și Paul McCartney.

## Recorduri

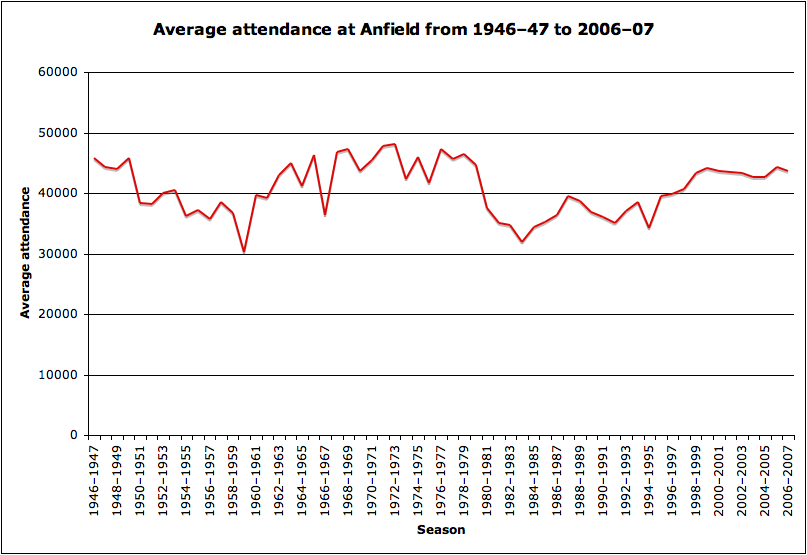
Media numărului de spectatori de pe Anfield în perioada 1946–2007

Cea mai ridicată prezență pe Anfield s-a înregistrat la 2 februarie 1952 când 61.905 de spectatori au asistat la meciul dintre Liverpool și Wolverhampton Wanderers din a cincea rundă din Cupa Angliei. Cea mai mică prezență a fost înregistrată la 7 decembrie 1895 când 1.000 de persoane au asistat la un meci împotriva Loughborough. Cea mai mare medie de prezență de 48.127 de spectatori a fost stabilită în 1978.
Liverpool nu a pierdut nici un meci pe Anfield în sezoanele 1893-94, 1970-71, 1976-77, 1978-79, 1979-80, 1987-88, 2008-09, 2017–18, 2018–19, 2019–20 și 2021–22. Ei au câștigat toate jocurile lor de acasă în timpul sezonului 1893-1894. Cea mai lungă perioadă în care Liverpool nu a fost învinsă a fost în perioada ianuarie 1978 - ianuarie 1981, o perioadă care cuprinde 85 de jocuri, timp în care Liverpool a marcat 212 goluri și a primit 35. Cea mai lungă serie de victorii pentru Liverpool pe Anfield în campionat este de 24 de meciuri, între 9 februarie 2019 și 11 iulie 2020. Cele mai multe meciuri consecutive pierdute de Liverpool pe teren propriu sunt în număr de șase, în sezonul 2020-2021, când meciurile se disputau fără spectatori din cauza pandemiei de Covid-19.

## Transport
Stadionul este situat la aproximativ trei kilometri distanță gara Lime Street, , care se află pe o ramură a Liniei principale West Coast care pleacă de la Londra Euston. Kirkdale Station, situată la aproximativ 1,6 kilometri distanță de stadion, este cea mai apropiată stație de la Anfield. Fanii care călătoresc cu trenul pentru meciuri pot rezerva direct la Anfield sau la Goodison Park, schimbând la pentru autobuzele de fotbal Merseytravel la Sandhills Station pe Linia de Nord Merseyrail. Stadionul nu are locuri de parcare pentru suporteri, iar pe străzile din jurul stadionului este permisă parcarea numai pentru rezidenți cu permis, deși există un număr mic de permise care pot fi alocate celor care au peste 65 de ani. Există propuneri avute în vedere pentru reintroducerii traficului de pasageri pe ramura Bootle, care ar reduce distanța de la cea mai apropiată stație de cale ferată cu aproximativ 1 kilometru.